# Catherine Tizard

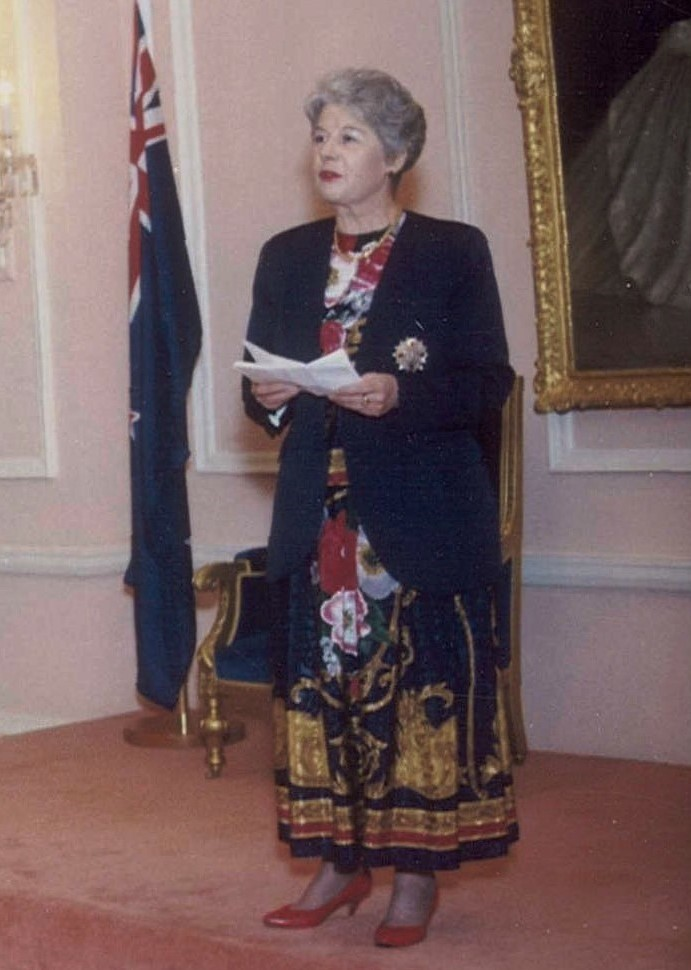
Catherine Tizard (1992)

Wappen

Dame Catherine Anne Tizard GCMG, GCVO, DBE, QSO (* 4. April 1931 in Auckland; † 31. Oktober 2021) war Bürgermeisterin von Auckland City. Sie war die erste Frau in Neuseeland im Amt des Generalgouverneurs und bekleidete dieses Amt von 1990 bis 1996.

## Frühe Jahre
Catherine Anne Maclean wurde als einziges Kind der schottischen Einwanderer Helen und Neil Maclean am 4. April 1931 in Auckland geboren. Sie wuchs in dem kleinen Ort Waharoa, nahe Matamata im Waikato District auf, in dem ihr Vater, ein Sozialist, als Fabrikarbeiter in einer Molkerei arbeitete. Catherine besuchte das Matamat College in Matamat und bekam in ihrem Abschlussjahr auf Grund ihrer guten Leistungen 1948 ein Universitätsstipendium. 1949 schrieb sie sich für den Bachelor of Arts an der University of Auckland ein.

## Familie
An der Universität lernte sie den Geschichtsdozenten Bob Tizard kennen. Sie heiratete ihn 1951, verließ die Universität und hatte mit ihm zusammen vier Kinder. 1980 trennte sie sich von ihrem Mann, der sich mehr um seine politische Karriere gekümmert hatte als um die Familie.

## Berufliche und politische Karriere
1961 ging Catherine Tizard zurück an die Universität, beendete ihr Studium in Zoologie und bekam 1962 eine Teilzeitanstellung als Lehrerin am Zoology Department der Universität, die später in eine Vollzeitstelle umgewandelt wurde. Sie arbeitete in ihrem Beruf über fast 20 Jahre.
1971 begann sie mit der Wahl zum Auckland City Council (Rat der Stadt Auckland) zeitgleich ihre politische Karriere. Sie gehörte dem Stadtrat bis 1983 an, ließ sich 1980 zusätzlich noch in das Gremium der Auckland Regional Authority wählen, verlor aber die zeitgleich laufende Wahl zum Bürgermeister von Auckland.
In den Jahren 1976 bis 1985 trat sie in den Talkshows "Beauty and the Beast" des Fernsehsenders TVNZ als Cat Tizard auf und bekam so landesweite Bekanntheit und Popularität.
1983 wiederholte sie ihre Kandidatur zum Bürgermeisteramt und wurde als erste Frau in das Amt der größten Stadt des Landes gewählt. Sie gewann zwei weitere Bürgermeisterwahlen, die in Neuseeland alle drei Jahre abgehalten werden. 1990 gab sie das Amt auf und nahm das ihr 1989 auf Vorschlag des damaligen Premierministers Geoffrey Palmer von Queen Elizabeth II angetragene Amt der Generalgouverneurin von Neuseeland an. Sie übernahm auch dieses Amt als erste Frau des Landes und füllte die Position bis 1996 aus. Sie war damit nach Elmira Minita Gordon, 1981 in Belize und Jeanne Sauvé, 1984 in Kanada, die dritte Frau im britischen Commonwealth of Nations, die Generalgouverneurin werden konnte.

## Soziale Engagements
Ihr erstes soziale Engagement hatte sie im Play Centre Committee in Auckland, dessen Präsidenten sie später wurde. Sie engagierte sich im New Zealand Historic Places Trust, im Marriage Guidance Council in Auckland, in der Organisation des Auckland Institute and Museum, im Auckland Theatre Trust und im Auckland Maritime Museum Trust. Für ihr Engagement in der Young Women’s Christian Association (YWCA) (Christlicher Verein Junger Frauen) wurde sie 2014 geehrt.

## Zu ihrer Person
Cat Tizard, wie sie oft auch liebevoll genannt wird, ist für ihre Zuneigung zu Witzen, Gin und manchmal zuweilen derben Vokabular bekannt. Ihr war während ihrer Amtszeit bewusst, dass sie wegen ihrer spitzen Zunge in Schwierigkeiten kommen konnte. In einem Interview mit dem New Zealand Herald versprach sie vor der Amtseinführung, sich der Würde des Amtes bewusst zu sein und sich zukünftig würdevoll zu verhalten. Einen kleinen Einblick in ihre Wortwahl und die Art zu sprechen, vermittelt ein Interview mit dem New Zealand Herald aus dem Jahr 2014 unter dem Titel: "Twelve Questions: Dame Catherine Tizard".

## Auszeichnungen
- 1984 – Order of the British Empire (DBE) – verliehen am 31. Dezember 1984[8]
- 1990 – Order of St. Michael and St. George (GCMG) – verliehen am 27. November 1990[8]
- 1995 – Royal Victorian Order (GCVO) – verliehen am 10. November 1995[8]
- 1996 – Queen’s Service Order (QSO) – verliehen am 29. Februar 1996[9]
- 2002 – Mitglied des Order of New Zealand
- 2014 – Lifetime Achievement Award (Preis für ihr Lebenswerk) der Young Women’s Christian Association, Auckland [3]